# 설탕단풍
설탕단풍나무(Acer saccharum)는 북아메리카 원산인 낙엽교목으로 잎은 어긋난다. 손바닥 모양의 원형으로 3-5갈래이다. 끝이 뾰족하고, 밑이 심장형이며 양 면에 털이 없다. 꽃은 잡성화로 가지 끝에 산방꽃차례로 달린다. 화축은 아주 짧고, 꽃자루는 길며, 황록색으로 꽃잎은 없다. 열매는 시과이며 원산지에서는 수액에서 설탕(단풍당)을 빼고 있으나, 한국에서 심는 것은 당량이 저하되어 경제 가치가 별로 없다. 캐나다의 국기에 들어있다.